# لهجه آبزاخی
لهجه آبزاخی (آدیغی: Абдзахабзэ) این لهجه‌ای از زبان آدیغی است که پیوندهایی نیز با زبان کابارذی نیز دارد. لهجه آبزاخی پرگویشورترین لهجه زبان آدیغی محسوب می‌شود. این لهجه اغلب توسط مردمان چرکس که در جمهوری آدیغیه از توابع کشور روسیه
ساکن می‌باشند بدان گفتگو می‌شود.